# Peshtigo (condado de Marinette, Wisconsin)
Peshtigo es un pueblo ubicado en el condado de Marinette en el estado estadounidense de Wisconsin. En el Censo de 2010 tenía una población de 4.057 habitantes y una densidad poblacional de 8,7 personas por km².

## Geografía
Peshtigo se encuentra ubicado en las coordenadas 44°59′13″N 87°39′16″O / 44.98694, -87.65444. Según la Oficina del Censo de los Estados Unidos, Peshtigo tiene una superficie total de 466.48 km², de la cual 152.48 km² corresponden a tierra firme y (67.31%) 314 km² es agua.

## Demografía
Según el censo de 2010, había 4.057 personas residiendo en Peshtigo. La densidad de población era de 8,7 hab./km². De los 4.057 habitantes, Peshtigo estaba compuesto por el 97.61% blancos, el 0.05% eran afroamericanos, el 0.35% eran amerindios, el 0.94% eran asiáticos, el 0% eran isleños del Pacífico, el 0.3% eran de otras razas y el 0.76% pertenecían a dos o más razas. Del total de la población el 0.67% eran hispanos o latinos de cualquier raza.